# BUL M-5
BUL M-5 là loại súng ngắn bán tự động thiết kế từ năm 1991 đến năm 1992 và sau đó được chế tạo bởi BUL Transmark tại Israel. Loại súng này được sử dụng nhiều trong thể thao, tự vệ cũng như trong lực lượng cảnh sát và một số lực lượng quân sự trên thế giới. BUL M-5 sử dụng hầu hết thiết kế của khẩu M1911 nhưng được chế tạo bằng các vật liệu hiện đại.
Khẩu súng này sử dụng cơ chế nạp đạn bằng độ giật lùi nòng ngắn với cơ chế khóa sau nòng. Khung của khẩu súng làm bằng nhựa tổng hợp chịu lực. Cơ chế hoạt động đơn được sử dụng để tăng độ chính xác và an toàn của khẩu súng, với nút khóa an toàn sử dụng bằng tay hoặc tự động. Hộp tiếp đạn của khẩu súng được thiết kế hai khoang song song để chứa được nhiều đạn hơn.